# پرواز شماره ۲۳۵ خطوط هوایی ترانس‌آسیا
 پرواز شماره ۲۳۵ خطوط هوایی ترانس آسیا  (GE235/TNA235) که یک پرواز داخلی برنامه‌ریزی شده بود در روز ۴ فوریه ۲۰۱۵ ساعت ۱۰:۵۵ به وقت محلی لحظاتی پس از برخاست از فرودگاه سونگشان تایپه و پیمودن تقریباً ۵٫۴ کیلومتر، در رودخانه کیلانگ سقوط کرد . این پرواز بوسیله یک هواپیمای فرانسوی-ایتالیایی مدل ای‌تی‌آر ۷۲ نوع : ۶۰۰  با ۱۰ ماه عمر از مبدا فرودگاه سونگشان تایپه به مقصد فرودگاه کینمن با ۵۳ مسافر و ۵ خدمه انجام میشد . تاکنون ۱۵ نفر نجات یافته اعلام شده‌است . گفته می‌شود ۳۱ نفر از سرنشینان این هواپیما از گردشگران چینی بوده‌اند. پرواز شماره ۲۳۵ به مقصد جزیره کینمن در ساعت ۱۰:۵۵ دقیقه ارتباط خود با برج مراقبت را از دست داد. قرار بود این هواپیما پیش از ظهر به مقصد برسد.

## سقوط
این پرواز ساعت ۱۰:۵۲ دقیقه به وقت محلی (۰۲:۵۲ UTC) فرودگاه سونگ شان را ترک کرد . قبل از سقوط و کاهش ارتفاع ، این هواپیما تا ارتفاع ۱۰۵۰ فوت اوج گرفته بود . با شروع سیر نزولی ارتفاع ، هواپیما حول محور افقی به سمت چپ مایل شده و قبل از سقوط بال سمت چپ با پل هواندونگ برخورد کرد . مقامات سازمان هواپیمایی تایوان اعلام کردند : خلبان در فاصله کوتاهی پس از برخاستن از باند فرودگاه ، وضعیت اضطراری را با کد معمول «می دی» اعلام کرد. کنسرسیوم تولید کننده این هواپیما نیز با صدور اطلاعیه ای اعلام کرد: برای بررسی ابعاد دقیق تر موضوع و بررسی علل حادثه به زمان بیشتری

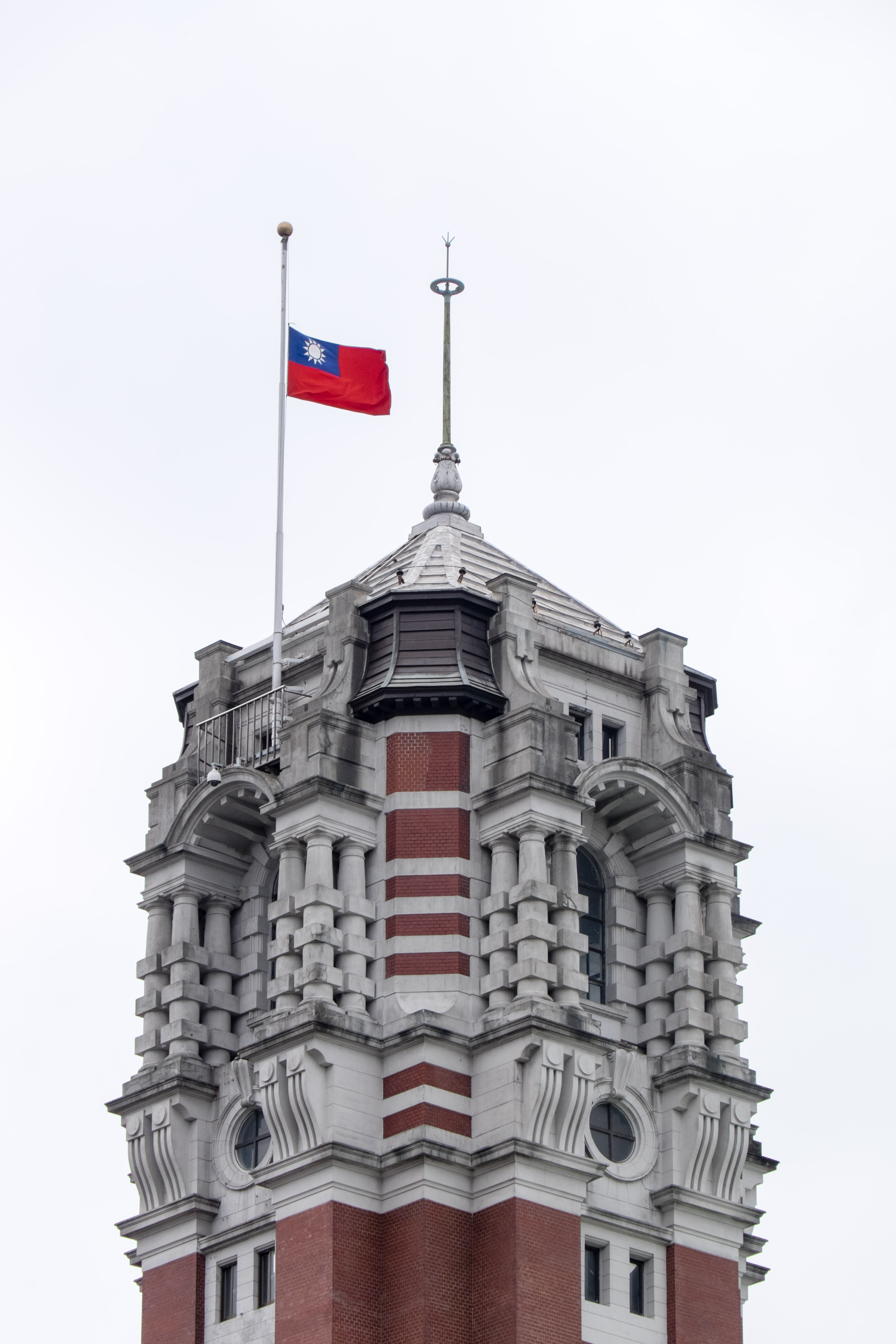
پرچم نیمه افراشته در برج ساختمان مقر ریاست جمهوری

نیاز دارد. این دومین حادثه منجر به فوت شرکت هوایی ترانس آسیا و هواپیمای ای‌تی‌آر ۷۲ در مدتی حدود هشت ماه میباشد. در ۲۳ ژوئیه ۲۰۱۴ یک هوایپمای دیگر مدل ای‌تی‌آر ۷۲ نوع : ۵۰۰ متعلق به همین شرکت هوایی تایوانی ، در جزیره
پنگ‌هو در تایوان سقوط کرد. علت بروز آن سانحه که منجر به کشته شدن ۴۸ نفر شد، هنوز در دست تحقیق است.
با توجه به فیلم و تصاویر موجود شاید فعلاً برای اعلام نظر دقیق و رسمی این حادثه بسیار زود باشد (۵ فوریه ۲۰۱۵)ضمن اینکه بررسی جعبه سیاه ممکن است دلایل قطعی این موضوع را مشخص کند . فعلاً علت وقوع ، شرایط بد جوی و محدود بودن میدان دید اعلام شده‌است .

## عملیات امداد و نجات
بلافاصله پس از حادثه ، نیروی پلیس و آتش نشانی تایوان ده‌ها تماس تلفنی از شاهدین حادثه که به سقوط هواپیما در رودخانه کیلانگ اشاره داشتند دریافت کردند . پس از لحظاتی ، نیروی آتشنشانی تایوان ، ارتش و امدادگران داوطلب ، وارد صحنه سقوط شدند و شروع به خارج کردن افراد از درون بدنه نیمه غرق شده هواپیما کرده و برای عبوردادن از آب ، از قایق‌های موتوری استفاده کردند . قسمت عمده بدنه در زیر آب قرار داشت و
غواصان نیز شزوع به همکاری و تلاش برای نجات بازماندگان احتمالی کردند اما شرایط خطرناک لاشه هواپیما و دید محدود ، عملیات نجات را با اشکالات و خطر فراوان مواجه می ساخت . امدادگران بعداً در خبرها اعلام کردند : تمام کابین هواپیما خرد شده و آن‌ها دسترسی به مسافران بی هوش که خود را با کمربند نجات به صندلی بسته بودند ، نداشتند و آن‌ها مجبور به استفاده از ابزار برای بریدن بدنه هواپیما و صندلی‌ها برای دسترسی به مسافران شدند خصوصاً افرادی که در بخش جلوئی هواپیما قرار داشتند . اکثر بازماندگان در بخش عقب هواپیما نشسته بودند . روز گذشته ۶۰ غواص با پشتیبانی ۲۰ قایق نجات درگیر جستجو از رودخانه کیلانگ شدند.

## تحقیق و بررسی
در بیانیه CAA اعلام شده :پرواز ۲۳۵ ترانس آسیا ،سومین پرواز هواپیما در روز حاثه و زمان سقوط بوده و در طول دو پرواز قبلی هیچ مدارک یا گزارشی مرتبط با هر نوع نقص فنی مشاهده نشده‌است.سازمان حمل و نقل هوایی داخلی ماکائو طی بیانه ای اعلام کرد : در اسناد مربوط به هواپیما ثبت شده که در تاریخ ۱۹ آوریل سال گذشته (۲۰۱۴) موتورهای هواپیما به علت مشکلات فنی مربوط به نقص موتور در طول پرواز تحویل آن در فرودگاه ماکائو جایگزین شده بود.
 شورای ایمنی حمل و نقل هوایی  تایوان مسئول رسیدگی به این حادثه میباشد . -  .
بررسی‌های اولیه بازرسان ایمنی تایوان دو روز بعد از وقوع حادثه نشان داد که ممکن است کشته شدن ۳۵ نفر در این حادثه ، به علت واکنش اشتباه خلبانان به یک آژیر اخطار مربوط به موتور هواپیما و خاموش کردن یا بستن دریچه سوخت موتور دیگر باشد .
تاکنون(۷ فوریه ۲۰۱۵) تلاش برای یافتن سه نفر از مسافران بی نتیجه بوده و این سه نفر گمشده محسوب می‌شوند 
نمایندگی فرنسوی شرکت بی ای اِی به عنوان شرکت سازنده هواپیما و هیئت ایمنی حمل و نقل کشور کانادا نماینده تولید کننده موتور ، دعوت به همکاری در تحقیق شدند . دستگاه ضبط صدای کابین خلبان و سیستم ثبت اطلاعات پرواز ، در شب ۴ فوریه پیدا شدند . اطلاعات حاصل از آن‌ها در حال تجزیه و تحلیل می‌باشند . در 6 فوریه، محققان اعلام کرد که در موتور سمت چپ ، هیچ نقصی مشاهده نشده و دریچه‌های آن به‌طور دستی توسط خلبان بسته شده بود  و همچنین هشدار دادند که هنوز برای اعلام عامل انسانی به عنوان مسئول سانحه خیلی زود است. محققان شرح و ترتیب توالی وقایع ، از دریافت مجوز برخاست تا پایان ضبط شدن صدا را به شرح زیر منتشر کردند . تمام زمانها به وقت محلی میباشد (UTC+8).- 
- ۱۰:۵۱:۱۳ — دریافت مجوز تیک آف بوسیله خدمه پرواز
- ۱۰:۵۲:۳۴ — تماس برج کنترل فرودگاه با خدمه هواپیما برای ترک تایپه
- ۱۰:۵۲:۳۸ — صدای اخطار اصلی
- ۱۰:۵۳:۰۴ — خدمه قدرت موتور سمت چپ را کاهش میدهد .
- ۱۸ -۱۰:۵۳:۱۲ — صداها اخطار واماندگی
- ۱۰:۵۳:۲۴ — خدمه قدرت موتور سمت چپ را قطع می‌کند .
- ۱۰:۵۳:۳۴ — اعلام وضعیت اضطراری توسط خدمه : می دی - می دی - موتور شعله ور شده .
- ۱۰:۵۴:۰۹ — خدمه چندین بار خواستار راه اندازی موتور سمت چپ شدند .
- ۱۰:۵۴:۲۰ — موتور سمت چپ راه اندازی شد .
- ۱۰:۵۴:۳۴ — دوباره صداری هشدار اصلی
- ۱۰:۵۴:۳۵ — شنیده شدن صدای نامعلوم
- ۱۰:۵۴:۳۶ — پایان ضبط صدا

در روز ۶ فوریه ۲۰۱۵ ، مقامهای شورای ایمنی حمل و نقل هوایی تایوان اعلام کردند : بررسی جعبه سیاه هواپیمای خطوط هوایی ترانس‌آسیا نشان داده است که هر دو موتور این هواپیما از کار افتاده بود.به گفته مدیر شورای امنیت هوانوردی تایوان : خلبان هواپیما اعلام کرده اشتعال در موتور هواپیما متوقف شده‌است. این حالت در اثر قطع شدن تزریق سوخت به موتور به وجود می آید.همچنین تأیید کردند که چنین چیزی اتفاق نیفتاده بود و در واقع، موتور سمت راست از کار افتاده بود بدون اینکه فشار روغن تغییر کرده باشد.موتور دیگر هم به صورت دستی خاموش شده بود و تلاش خلبان برای روشن کردن آن بی نتیجه ماند.
جزییات بیشتر این سانحه در یک ماه آینده و گزارش نهایی سه تا شش ماه دیگر منتشر شود.

## گزارش های خبری
روزنامه تایمز لیبرتی تایوان اعلام کرد : طبق اطلاعات بدست آمده از یک خبرچین ناشناس ، خلبان هواپیما آقای لیائو با توجه به اختلالات موتور در طول پرواز قبلی ، درخواست بازرسی کامل از هواپیما را داشته‌است .این روزنامه افزود : خلبان مشکلات هواپیما را در گزارش پرواز قبلی ثبت کرده بود .با این حال، دعا شده که کارکنان ترنس آسیا به جای انجام بازرسی کامل، تنها به بازرسی تجهیزات ارتباطی هواپیما اکتفا کرده بودند و ظاهراً دلیل آن ترس از بروز خسارت مالی در ان پرواز بوده‌است .

## هواپیما

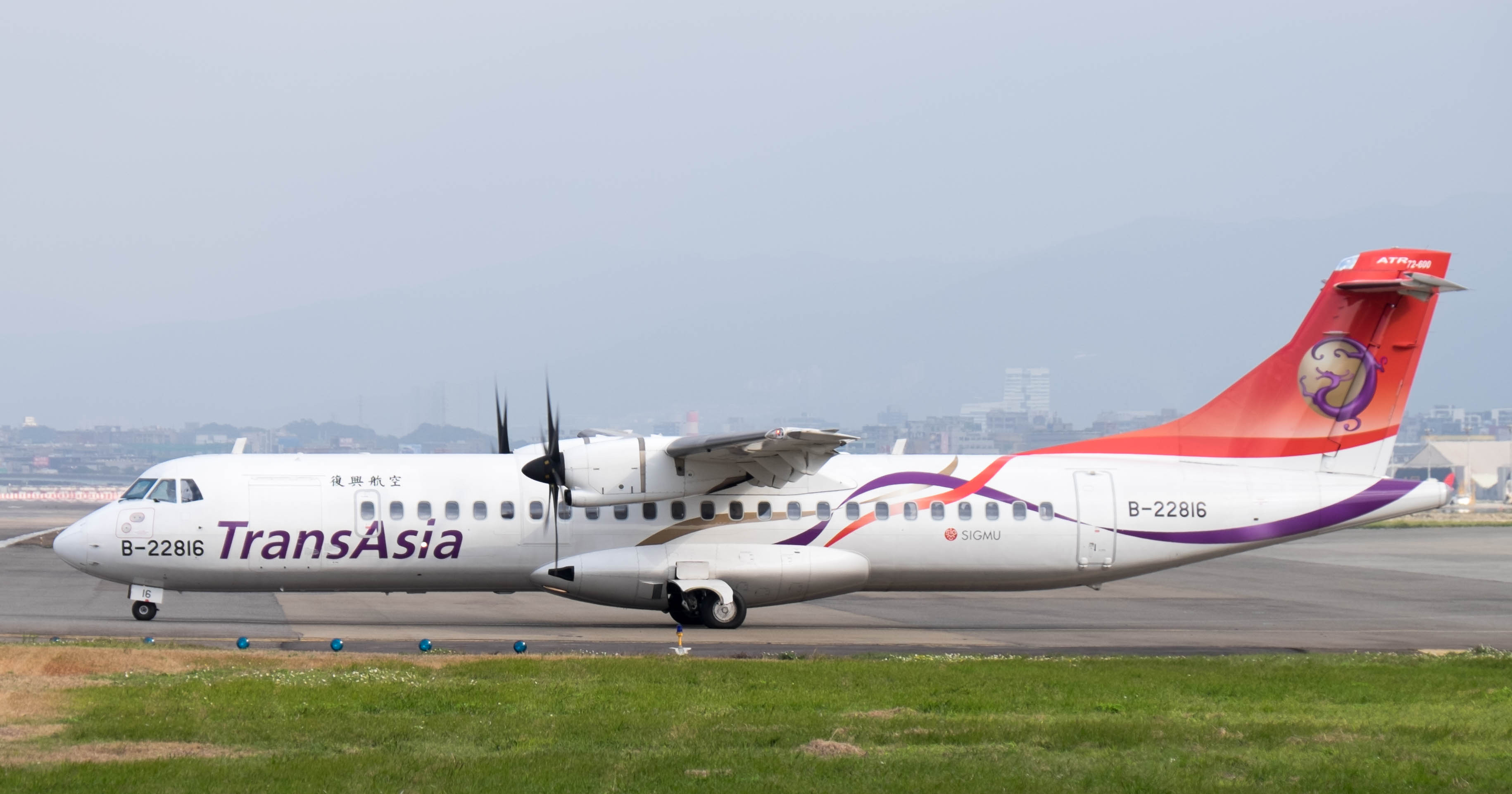
تصویر هواپیمای رجیستر B-22816 مربوط به قبل از حادثه

این هواپیما از نوع ATR ۷۲-۶۰۰ و دارای دو موتور توربو پراپ و شماره ثبت (B-۲۲۸۱۶، MSN ۱۱۴۱) بوده‌است . اولین پرواز آن در ۲۸ مارس ۲۰۱۴ و تحویل آن به ترنس آسیا در ۱۵ آوریل ۲۰۱۴ صورت گرفته .

## شاهدین حادثه
فیلم‌های لحظه سقوط حداقل توسط سه داش کم اتومبیل‌های عبوری در بزرگراه بالایی و حاشیه رودخانه گرفته شده. در این ویدیو هواپیما که در حال بی ثباتی و کم کردن ارتفاع است از بالای ساختمانی عبور کرده بلافاصله شروع به انحراف حول محور افقی به سمت چپ کرده ، بال سمت چپ با بخش جلویی یک تاکسی در حال عبور برخورد کرده و ضمن برخورد با لبه پل در رودخانه کیلانگ سقوط می‌کند .
.یکی از شاهد عینی سقوط به خبرنگاران گفته که شاهد برخورد بال هواپیما به پل بزرگراه بود. او گفت که حادثه به سرعت رخ داد و ظاهراً خلبان تلاش داشته تا مانع برخورد هواپیما به ساختمان‌های بلند شود.

## مسافرین و خدمه
۵۳ مسافر و ۵ خدمه در این پرواز حضور داشتند . شرکت ترانس آسیا جزئیات ۴۹ مسافر بزرگسال و ۴ خردسال را اعلام کرد . ۲۷ نفر از سرزمین‌های تحت حکومت چین و شهر شیامن در قالب یک تور گروهی ۶ روزه ، در سفر بودند . ۲۲مسافر باقی‌مانده از اهالی تایوان بودند. خدمه نیز شامل ۳ خلبان و ۲ خدمه پرواز اعلام شدند . خلبان از اعضا شرکت هوایی بود. - 

### مشخصات خدمه پرواز
- کاپیتان : لیائو چی ین تسانگ ، ۴۲ ساله شهروند تایوان با سابقه ۴،۹۱۴ ساعت سابقه پرواز
- کاپیتان : لیو تزو چانگ با تابعیت دوگانه تایوان - هنگ کنک با سابقه ۶،۹۲۲ ساعت سابقه پرواز
- افسر اول : هانگ پینگ چانگ شهروند تایوان با سابقه ۱۶،۱۲۱ ساعت سابقه پرواز

| ملیت   | مسافران | خدمه | جمع |
| ------ | ------- | ---- | --- |
| تایوان | ۲۲      | ۵    | ۲۷  |
| چین    | ۳۱      | —    | ۳۱  |
| جمع    | ۵۳      | ۵    | ۵۸  |

خلبان هواپیما لیائو چیین تسانگ ، به دلیل دور کردن هواپیما از ساختمان مسکونی  و هدایت به منطقه باز به هنگام سانحه ، مورد تقدیر شهردار تایوان قرار گرفته‌است.
معاون ریاست جمهوری تایوان نیز به لیائو چیین تسانگ ادای احترام کرده‌است.ماموران تحقیق گفته‌اند که وقتی جسد خلبان پیدا شد ، هر دو دستش هنوز بر تجهیزات کنترل هواپیما بود.به گزارش رسانه‌ها ، خلبان و کمک خلبان هر دو در این سانحه جان خود را از دست دادند.